# Chinesisches Amt für Seismologie
Das Chinesische Amt für Seismologie (Chinesisches Erdbebenamt; Chinesisches Büro für Seismologie; Staatliches Büro für Erdbeben  usw.; chinesisch 中国地震局, Pinyin Zhongguo dizhenju, englisch China Earthquake Administration) ist eine Behörde der Volksrepublik China für die landesweite Erdbebenvorsorge und -bekämpfung.
Sie geht aus dem im November 1953 gegründeten Seismologischen Arbeitskomitee der Chinesischen Akademie der Wissenschaften (中国科学院地震工作委员会,  Zhongguo kexueyuan dizhen gongzuo weiyuanhui) bzw. dem späteren Staatlichen Büro für Seismologie (国家地震局,  Guojia dizhenju) hervor. Ihr Sitz ist Peking. Der Kartograf Min Yiren (闵宜仁, * 1964) ist seit dem 8. September 2020 Direktor.